# 4+1
4+1 es el nombre del tercer álbum y primer EP editado por la banda chilena Guiso. Se compone de 5 temas y fue producido, grabado y editado por la misma banda, a través de su propio sello Algo Records.
El EP fue grabado durante 2005, y fue la última producción realizada antes del álbum Es difícil hacer cosas fáciles, lanzado en 2007.

## Canciones
1. Coerción
2. Caer
3. Ole Ole
4. Shot Down
5. Nada Sirve